# Pyronemataceae
Pyronemataceae Corda, 1842 è una famiglia di funghi ascomiceti appartenente all'ordine Pezizales.

## Generi
Il genere tipo è Pyronema Carus; altri generi inclusi sono:
| - Acervus - Aleuria - Aleurina - Anthracobia - Aparaphysaria - Arpinia - Ascocalathium - Ascosparassis - Boubovia - Byssonectria - Boudierella - Chalazion - Cheilymenia - Cleistothelebolus - Dictyocoprotus - Eoaleurina - Galeoscypha - Genea - Geneosperma - Geopora - Geopyxis - Hiemsia - Humaria - Hydnocystis - Hypotarzetta | - Jafnea - Kotlabaea - Lamprospora - Lasiobolidium - Lathraeodiscus - Lazuardia - Leucoscypha - Luciotrichus - Melastiza - Miladina - Moravecia - Mycogalopsis - Nannfeldtiella - Neottiella - Nothojafnea - Octospora - Octosporella - Orbicula - Otidea - Otideopsis - Oviascoma - Parascutellinia - Paratrichophaea - Paurocotylis - Petchiomyces | - Phaeangium - Pseudaleuria - Pseudombrophila - Psilopezia - Pulvinula - Pyropyxis - Ramsbottomia - Rhizoblepharia - Rhodoscypha - Rhodotarzetta - Scutellinia - Smardaea - Sowerbyella - Sphaerosoma - Sphaerosporella - Spooneromyces - Stephensia - Tarzetta - Tricharina - Trichophaea - Trichophaeopsis - Warcupia - Wenyingia - Wilcoxina |